# ATP Challenger Vadodara
Der ATP Challenger Vadodara (offiziell: Vadodara Challenger) war ein Tennisturnier, das 1998 einmal in Vadodara, Indien, stattfand. Es gehörte zur ATP Challenger Tour und wurde im Freien auf Rasen gespielt.

## Liste der Sieger

### Einzel
| Jahr | Sieger          | Finalgegner   | Ergebnis      |
| ---- | --------------- | ------------- | ------------- |
| 1998 | Peter Tramacchi | Antony Dupuis | 7:6, 6:7, 6:3 |

### Doppel
| Jahr | Sieger                            | Finalgegner                | Ergebnis |
| ---- | --------------------------------- | -------------------------- | -------- |
| 1998 | Myles Wakefield Wesley Whitehouse | Maks Mirny Peter Tramacchi | 7:6, 7:6 |